# 李鄴
李邺，五代十国后唐官员，魏州人。
李邺年轻时事奉杨师厚，唐庄宗入魏州，转为裨将，历任数州刺史，后转任亳州刺史。为官贪秽，有奴婢为人持金贿赂李邺，奴婢隐瞒了黄金，李邺杀了他。其家上诉，趁机告发他贪污之事，皇帝下诏贬为郴州司户参军，又贬崖州长期流放做百姓，在贬所赐自尽。